# Lekkoatletyka na Letniej Uniwersjadzie 1981
Lekkoatletyka na Letniej Uniwersjadzie 1981 – zawody lekkoatletyczne rozegrane na Stadionul Național w Bukareszcie w lipcu 1981 roku. Reprezentantom Polski udało się zdobyć dwa medale, w tym jeden złoty.

## Rezultaty

### Mężczyźni
| Konkurencja                   | Złoto                                                                                                 | Wynik    | Srebro                                                                              | Wynik    | Brąz                                                                                             | Wynik    |
| Bieg na 100 m                 | Mel Lattany                                                                                           | 10,18    | Calvin Smith                                                                        | 10,26    | Ernest Obeng                                                                                     | 10,37    |
| Bieg na 200 m                 | Jurij Naumienko                                                                                       | 20,79    | István Nagy                                                                         | 20,83    | Georges Kablan Degnan                                                                            | 20,97    |
| Bieg na 400 m                 | Cliff Wiley                                                                                           | 45,18    | Walter McCoy                                                                        | 45,33    | Gérson de Souza                                                                                  | 45,91    |
| Bieg na 800 m                 | Andreas Hauck                                                                                         | 1:50,12  | Sotirios Moutsanas                                                                  | 1:50,20  | Pawieł Troszcziło                                                                                | 1:50,26  |
| Bieg na 1500 m                | Saïd Aouita                                                                                           | 3:38,43  | Vinko Pokrajčić                                                                     | 3:39,83  | Amar Brahmia                                                                                     | 3:39,85  |
| Bieg na 5000 m                | Doug Padilla                                                                                          | 13:49,95 | Jozef Lenčéš                                                                        | 13:50,34 | Frank Zimmermann                                                                                 | 13:50,84 |
| Bieg na 10 000 m              | Toomas Turb                                                                                           | 29:42,83 | Gyorgi Marko                                                                        | 29:51,13 | Dave Murphy                                                                                      | 29:51,27 |
| Maraton                       | Iwan Kowalczuk                                                                                        | 2:22:14  | Herb Wills                                                                          | 2:23:22  | Gheorghe Buruiana                                                                                | 2:24,45  |
| Bieg na 110 m przez płotki    | Larry Cowling                                                                                         | 13,65    | Pal Palffy                                                                          | 13,73    | Gieorgij Szabanow                                                                                | 13,82    |
| Bieg na 400 m przez płotki    | David Lee                                                                                             | 49,05    | Dmitrij Szkarupin                                                                   | 49,52    | Antônio Dias Ferreira                                                                            | 50,04    |
| Bieg na 3000 m z przeszkodami | John Gregorek                                                                                         | 8:21,26  | Tommy Ekblom                                                                        | 8:21,93  | Mariano Scartezzini                                                                              | 8:28,03  |
| Sztafeta 4 × 100 m            | Stany Zjednoczone · Mel Lattany · Anthony Ketchum · Jason Grimes · Calvin Smith                       | 38,70    | ZSRR · Andriej Szlapnikow · Nikołaj Sidorow · Aleksandr Aksinin · Władimir Murawjow | 38,94    | Francja · Philippe Lejoncour · Stéphane Adam · Gabriel Brothier · Aldo Canti                     | 39,50    |
| Sztafeta 4 × 400 m            | ZSRR · Aleksandr Zołotariow · Witalij Fiedotow · Wiktor Burakow · Wiktor Markin · Aleksandr Kuroczkin | 3:02,75  | Stany Zjednoczone · David Lee · Anthony Ketchum · David Patrick · Walter McCoy      | 3:03,01  | Brazylia · Katsuhiko Nakaya · Paulo Roberto Correia · Gérson de Souza · António Euzebio Ferreira | 3:06,79  |
| Chód na 20 km                 | Maurizio Damilano                                                                                     | 1:26:47  | Carlo Mattioli                                                                      | 1:28:10  | Liodor Pescaru                                                                                   | 1:28,56  |
| Skok wzwyż                    | Leo Williams                                                                                          | 2,25     | Zhu Jianhua                                                                         | 2,25     | Gerd Nagel                                                                                       | 2,25     |
| Skok o tyczce                 | Konstantin Wołkow                                                                                     | 5,75     | Władimir Polakow                                                                    | 5,70     | Philippe Houvion                                                                                 | 5,65     |
| Skok w dal                    | László Szalma                                                                                         | 8,23 w   | Liu Yuhuang                                                                         | 8,11     | Ubaldo Duany                                                                                     | 8,10     |
| Trójskok                      | Zou Zhenxian                                                                                          | 17,32    | Béla Bakosi                                                                         | 16,97    | Keith Connor                                                                                     | 16,88    |
| Pchnięcie kulą                | Michael Carter                                                                                        | 20,19    | Detlef Mortag                                                                       | 19,35    | Dalibor Vašíček                                                                                  | 19,20    |
| Rzut dyskiem                  | Armin Lemme                                                                                           | 65,90    | Wolfgang Warnemünde                                                                 | 63,54    | Ion Zamfirache                                                                                   | 63,40    |
| Rzut młotem                   | Klaus Ploghaus                                                                                        | 77,74    | Jüri Tamm                                                                           | 76,54    | Igor Nikulin                                                                                     | 75,24    |
| Rzut oszczepem                | Dainis Kūla                                                                                           | 89,52    | Gerald Weiß                                                                         | 87,80    | Heino Puuste                                                                                     | 87,20    |
| Dziesięciobój                 | Aleksandr Szablenko                                                                                   | 8055 pkt | Siergiej Żełanow                                                                    | 8013 pkt | Georg Werthner                                                                                   | 7825 pkt |

### Kobiety
| Konkurencja                | Złoto                                                                                     |          | Srebro                                                                               |          | Brąz                                                                               |          |
| Bieg na 100 m              | Beverley Goddard                                                                          | 11,35    | Olga Zołotariowa                                                                     | 11,51    | Olga Nasonowa                                                                      | 11,54    |
| Bieg na 200 m              | Kathy Smallwood                                                                           | 22,78    | Marisa Masullo                                                                       | 23,36    | Irina Nazarowa                                                                     | 23,45    |
| Bieg na 400 m              | Irina Baskakowa                                                                           | 51,45    | Nadieżda Lalina                                                                      | 51,56    | Sophie Malbranque                                                                  | 52,52    |
| Bieg na 800 m              | Doina Melinte                                                                             | 1:57,81  | Gabriella Dorio                                                                      | 1:58,99  | Tudorita Morutan                                                                   | 1:59,30  |
| Bieg na 1500 m             | Gabriella Dorio                                                                           | 4:05,35  | Doina Melinte                                                                        | 4:05,74  | Olga Dwirna                                                                        | 4:06,39  |
| Bieg na 3000 m             | Breda Pergar                                                                              | 8:53,78  | Walentina Iljinych                                                                   | 8:54,23  | Maria Radu                                                                         | 8:58,58  |
| Bieg na 100 m przez płotki | Stephanie Hightower                                                                       | 13,03    | Marija Kiemienczeży                                                                  | 13,13    | Elżbieta Rabsztyn                                                                  | 13,31    |
| Bieg na 400 m przez płotki | Ana Kastecka                                                                              | 55,52    | Birgit Sonntag                                                                       | 55,90    | Tatjana Zubowa                                                                     | 57,07    |
| Sztafeta 4 × 100 m         | Stany Zjednoczone · Michelle Glover · Carol Lewis · Jackie Washington · Benita Fitzgerald | 43,66    | Wielka Brytania · Yvette Wray · Kathy Smallwood · Susan Hearnshaw · Beverley Goddard | 43,86    | Włochy · Antonella Capriotti · Carla Mercurio · Patrizia Lombardo · Marisa Masullo | 44,43    |
| Sztafeta 4 × 400 m         | ZSRR · Ana Kastecka · Irina Baskakowa · Nadieżda Lalina · Irina Nazarowa                  | 3:26,65  | Stany Zjednoczone · Kelia Bolton · Leann Warren · Robin Campbell · Delisa Walton     | 3:29,50  | Rumunia · Steluța Vintila · Stela Manea · Ibolya Korodi · Elena Tărîță             | 3:30,47  |
| Skok wzwyż                 | Sara Simeoni                                                                              | 1,96     | Ludmiła Andonowa                                                                     | 1,94     | Tamara Bykowa                                                                      | 1,94     |
| Skok w dal                 | Tatjana Kołpakowa                                                                         | 6,83 w   | Anișoara Cușmir                                                                      | 6,77     | Vali Ionescu                                                                       | 6,61     |
| Pchnięcie kulą             | Helma Knorscheidt                                                                         | 20,24    | Ines Müller                                                                          | 19,66    | Ludmiła Sawina                                                                     | 18,50    |
| Rzut dyskiem               | Florența Crăciunescu                                                                      | 67,48    | Petra Sziegaud                                                                       | 64,14    | Mariana Ionescu                                                                    | 61,84    |
| Rzut oszczepem             | Petra Felke                                                                               | 65,20    | Karin Smith                                                                          | 64,12    | Mayra Vila                                                                         | 63,88    |
| Siedmiobój                 | Małgorzata Guzowska                                                                       | 6198 pkt | Nadieżda Winogradowa                                                                 | 6133 pkt | Corina Țifrea                                                                      | 6033 pkt |